# 学海堂
学海堂是中国近代的书院，位于今广东省广州市越秀山麓，由两广总督阮元于1820年开办，是清朝后期广东省级官办的三大书院之一。

## 历史

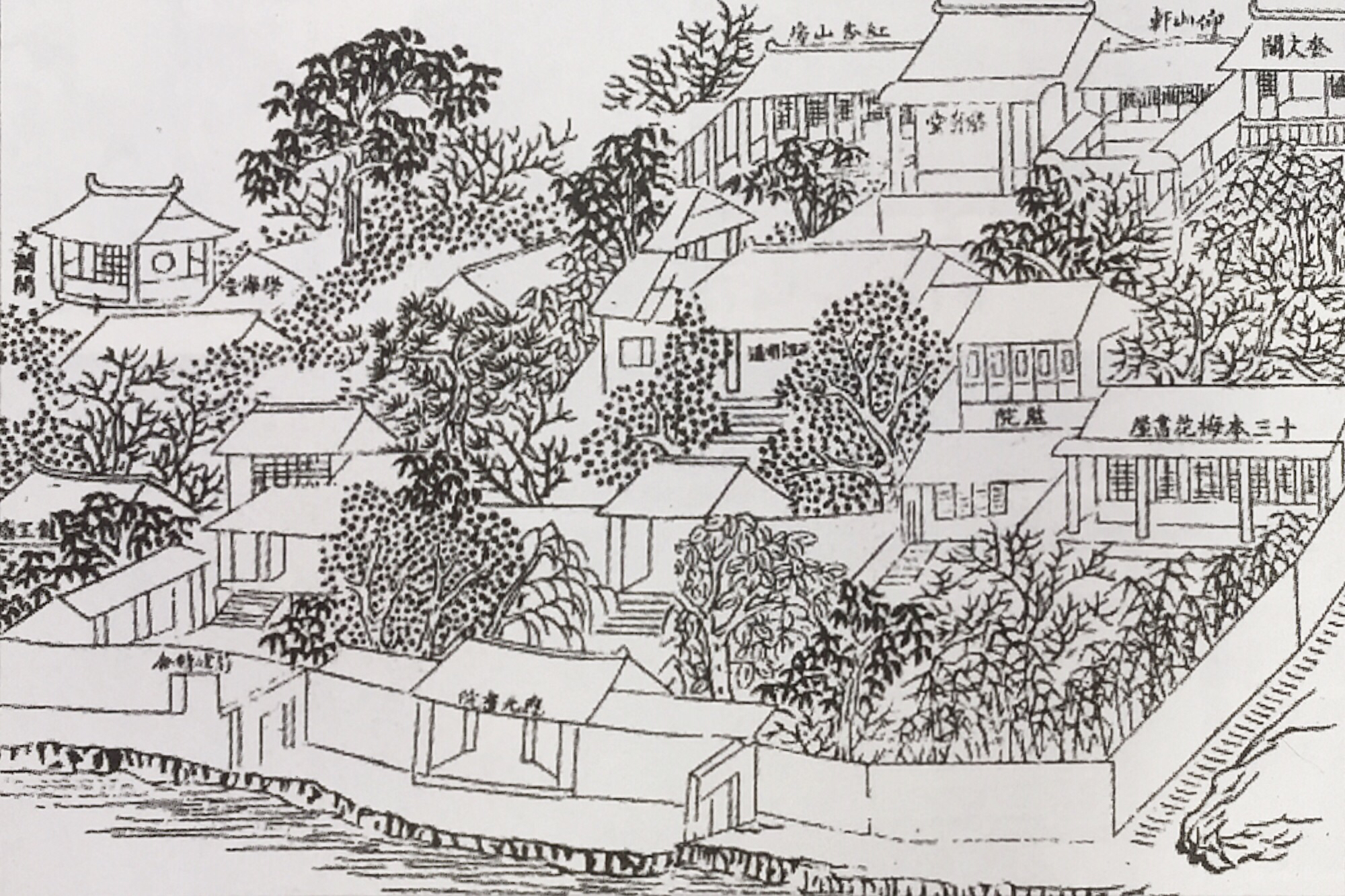
同治九年（1870）绘制的《应元书院图》，可见学海堂（图中左上）、菊坡精舍（图中左下）和应元书院（图中右侧）的相对位置

清朝嘉时期，汉学和朴学风行，但广东学界却对此反应冷淡，仍盛行于宋明儒学。嘉庆二十二年（1817），曾在杭州创办诂经精舍的阮元调任两广总督。在目睹粤人不治朴学的现状后，阮元决定予以改变。二十五年（1820）三月初二，阮元在广州城西文瀾書院内开办学海堂，以经古之学考课士子。
数年后，学海堂的入学人数增多，为了学海堂的今后发展，阮元决定另择地址，为学海堂建筑院舍。经过多番拣选后，最终选定在粤秀山（今越秀山）麓新建院舍。学海堂的建筑工程于道光四年（1824）九月开始，同年十二月完工，学海堂随即迁入新址办学。在阮元的努力下，学海堂成为当时广州最负盛名的书院之一。
道光二十年（1840）第一次鸦片战争及咸丰四年（1854）天地会红巾军围攻广州期间，学海堂曾短暂停办，但由于时间短暂，影响较为有限。咸丰七年（1857）十一月，英法联军攻陷广州后占据了粤秀山，学海堂的日常活动被迫中断，直到十一年（1861）英法联军撤出广州后，学海堂才恢复办学活动。
光绪二十七年（1901），在全国上下“废科举，兴学校”的声浪中，光绪帝颁布谕旨，下令废除八股，全国的书院亦陆续改建为新式学堂。二十九年（1903）十月，学海堂被废办，改为纪念阮元的阮太傅祠，不久后废没。

## 制度

### 章程

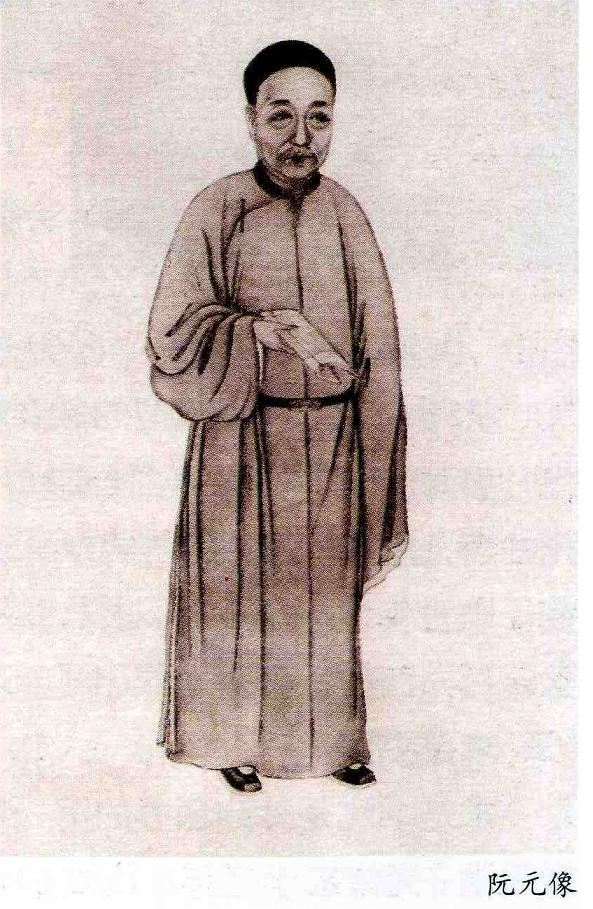
阮元像

道光六年（1826），阮元奉旨移督云贵。为了避免阮元离开后学海堂偏离其最初的办学宗旨，阮元临行前捐出白银四千两，并亲自订立了《学海堂章程》，规定了学长、考课和选刻的相关制度，以及办学经费的来源和支用手续等。这些工作保证了学海堂日常工作的正常进行，使其长久健康地运作发展。在阮元之后，卢坤和郭嵩焘相继订立并完善了《学海堂专课章程》，张之洞亦对学海堂的规章制度进行了部分变动。

### 学长
与一般书院由山长或院长一人主理不同，阮元在学海堂实行“学长制”，即同时聘请八位学长，共同完成教学、指导、考课以及书院日常管理等工作。八人之间各有所长，互相补足。学海堂是首个采取该制度的书院，《学海堂章程》中亦明确规定“永不设立山长，亦不允荐山长”。
- 自道光六年（1826）书院创办至道光三十年（1850）太平天国起义爆发前，共有吴兰修、赵均、林伯桐、曾钊、徐荣、熊景星、马福安、吴应逵、张杓、张维屏、黄子高、谢念功、仪克中、侯康、谭莹、黄培芳、梁廷枏17位学长，其中前八位为阮元亲自选拔的首任学长；
- 咸丰元年（1851）至同治十三年（1874）间，共有陈澧、杨荣绪、金锡龄、邹伯奇、李能定、沈世良、陈良玉、朱次琦、陈璞、李光廷、周寅清、李徵霨、樊封、何如铨、许其光15位学长；
- 光绪元年（1875）至光绪二十九年（1903）书院停办时，共有陶福祥、谭宗浚、廖廷相、陈瀚、黎维枞、高学耀、张其䎖、林国庚、林国赞、苏梯云、黄鈺、伍学藻、潘乃成、刘昌龄、黄绍昌、周汝均、范公诒、杨裕芬、漆葆熙、韩贞元、姚筠、丁仁长、吴道镕23位学长[7]。

### 教学
清代绝大多数书院的办学目的是为了士子准备参加科举考试，以读书获取功名。阮元对此极力反对，认为使学生“惟习词章，攻八比之是务”就无法通晓圣贤之道，更谈不上举经史实学、经世济民。因此，学海堂将科举之学完全排除在教学内容之外:9-13。
学海堂的教学以经史为主，且涉及范围十分广泛。其主张经史是治学的根本，强调学生的知识面要开阔。除经史外，部分题目更涉及到西方科技知识和中国古代科学史，郭嵩焘在后来更为专课生增加了一门数学专业，显示学海堂对自然科学知识的重视。

### 考课
学海堂实行“季课制”，即按季节考试。学海堂在每一季度时，由学长出题征文并张榜于门外，学生们根据题目查阅经书，登堂向学长请教疑难，并在规定时间内完成课卷，之后由八位学长共同评定优劣，对优秀者发放补贴并将其课卷选入《学海堂集》。与传统书院不同，学海堂采取开卷、开放的考课方式，学生不必在当日交卷，可以将考卷带回家作答，且对于学生的籍贯没有任何限制。这种制度重视考察学生的学术研究和创新能力，与传统科举要求死记硬背的学习方式形成了鲜明对比。近代中国政治家、思想家梁启超和中国国民党元老胡汉民等知名人士均曾于学海堂学习。据统计，名列《学海堂集》中的学生多达412人。

### 专课肆业生
除四季考课外，学海堂还实行独特的“专课肆业生”制度，用以选拔、培养高级优秀人才。在专课肆业生制度创设前，八位学长仅负责对每年四季举行的考课进行出题阅卷，无专人讲学指导，师生关系比较疏远。时任两广总督卢坤为解决这一问题，请来正在广州游历的著名学者钱仪吉对此进行完善；在接纳其意见并与各学长商讨后，卢坤于道光十四年（1834）六月订立《学海堂专课章程》。章程规定专课生由学长公开荐举，学生需要从《十三經注疏》、四史、《文选》、《杜诗》、《昌黎先生集》、《朱子大全集》等著作中选择一本作为专习对象，并在八位学长中选择一为作为导师；同时规定了专课生的日程和其他事项。该制度相当于现今大学内的选修制和导师制，使得学生可以发挥自己的专长，学长亦能因材施教。由于卢坤去世后经费紧张，专课肆业生在举办第一期后便停止；直至同治五年（1866）正月，在广东巡抚郭嵩焘的努力下，学海堂恢复举办专课肆业生。至光绪二十六年（1900），共培养了16届、260名专课肆业生。部分知名专课生如下：
- 陈澧：道光十四年（1834）选专课肆业生，晚清著名学者，曾任学海堂学长、菊坡精舍山长
- 朱次琦：道光十四年（1834）选专课肆业生，晚清著名学者、诗人
- 廖廷相：同治八年（1869）选专课肆业生，晚清著名学者，曾任金山、羊城、应元、广雅书院山长及学海堂学长
- 吴寿全：光绪四年（1871）选专课肆业生，曾任驻德国临时代办、驻美国参赞
- 陈伯陶：光绪七年（1881）选专课肆业生，曾任江宁提学使，署布政使
- 卢乃潼：光绪七年（1881）选专课肆业生，曾任广东谘议局副议长、广东中医专科学校（现广州中医药大学）首任校长
- 张其淦：光绪十年（1884）补专课肆业生，曾任安徽提学使
- 朱珩：光绪十年（1884）选专课肆业生，曾任京师高等审判厅推事、民事庭庭长
- 汪兆鏞：光绪十年（1884）选专课肆业生，近代政治人物、艺术家
- 陈景华：光绪十四年（1888）选专课肆业生，曾任广西贵县知县、广东省警察厅厅长
- 陈昭常：光绪十七年（1891）选专课肆业生，曾任吉林巡抚、吉林都督

## 建筑

### 建造
选定在粤秀山修建学海堂的院舍后，阮元委托赵均、吴兰修二人负责建筑任务。学海堂堂后临近粤秀山处建有“启秀山房”，堂东最高处建有“至山亭”，堂西与供有文昌和魁星神位的“文澜阁”相对。堂四周种有木棉、梅花和各种花草，环境清幽；堂前有平台可眺望珠江，景色雄阔。

### 修缮

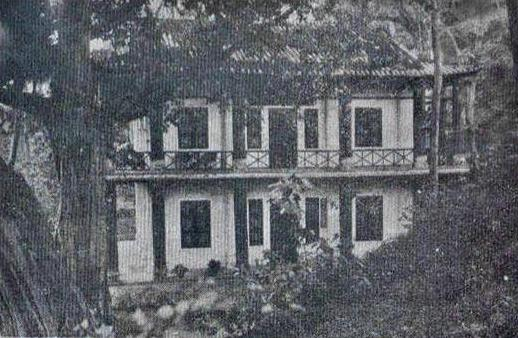
原学海堂启秀楼

第二次鸦片战争期间，英法联军攻陷广州时曾占据粤秀山，学海堂的房舍建筑被严重损毁。同治元年（1862），时任学长曾对学海堂进行修缮；但当年七月，广州遭强台风侵袭，学海堂的建筑再次受到严重摧毁。于是次年又开工重修，并对堂内建筑布局结构进行了较大的调整。原启秀山房被改为纪念阮元的“阮太傅祠”；山堂外门之内的藏书室在修缮后重新命名为“启秀山房”；此外还修筑了“离经辨志之斋”、“此君亭”和“玉山泉”等。文澜阁亦于六年（1867）得到重修:36-38。张之洞任两广总督期间，于光绪十三年（1887）七月下令对学海堂进行修整，并新建了“启秀楼”等建筑，使得学海堂的规模有所扩大。

### 后续
辛亥革命爆发后，龙济光曾在学海堂旧址附近新建振武楼作为其寓所。孙中山任非常大总统期间，曾将原学海堂内的启秀楼和文澜阁进行修缮，并将启秀楼命名为粤秀楼作为孙中山的居所，而文澜阁作为总统府顾问杨鹤龄、尢列及陈少白的居所。1922年，陈炯明叛军将粤秀楼和文澜阁一带夷为废墟。1930年，粤秀楼遗址附近建立了孫中山讀書治事處紀念碑。

## 影响
学海堂不仅为广东培养了一大批高素质的人才，更改变了原本广东书院专注制艺、士子读书只为中举的风气；同时学海堂集中人力物力，对古籍进行整理、编纂、刊刻，并出版当时的优秀著作，使得广东的学术著作得以流传，影响得以推广，对广东学术和教育的发展都具有重大的促进作用。
學海堂之興盛，亦啟發了晚清太史賴際熙於香港創立學海書樓，收藏經書。